# Rychlé šípy (kniha komiksů)
Rychlé šípy (1998) je první knižní a úplné vydání komiksů Rychlých šípů Jaroslava Foglara.
Předmluvu napsal Jaroslav Foglar, podrobnou ediční poznámku o historii Rychlých šípů, historii jejich vydávání a s chronologickým přehledem souborných vydání napsal Václav Nosek-Windy.
Knihu uspořádal Vladimír Dobrovodský.
Kniha obsahuje všech 315 původně časopiseckých komiksů Rychlých šípů, v ediční poznámce je pak přetištěn i díl Rychlé šípy zlepšují odvoz hlíny, který byl na přání autora vyřazen ze základního kánonu komiksů.
Všechna vydání knihy vydalo nakladatelství Olympia.
Uvedení knihy se konalo 21. října 1998 v Karlínském divadle (divadlo Semafor) v Praze. U příležitosti vydání knihy se 2. listopadu 1998 v Olympii konala Foglarova autogramiáda.

## Seznam vydání
- 1998 – 1. vydání, ISBN 80-7033-530-0
- 1998 – dotisk 1. vydání
- 1999 – 2. vydání, ISBN 80-7033-565-3
- 2004 – 3. vydání, ISBN 80-7033-565-3
- 2006 – 1. dotisk, 3. vydání
- 2007 – 2. dotisk, 3. vydání ISBN 978-80-7033-977-0
- 2009 – 3. dotisk, 3. vydání ISBN 978-80-7033-977-0
- 2012 – 4. vydání, ISBN 978-80-7376-320-6